# Aphilopota immatura
Aphilopota immatura är en fjärilsart som beskrevs av Louis Beethoven Prout 1938. Aphilopota immatura ingår i släktet Aphilopota och familjen mätare. Inga underarter finns listade i Catalogue of Life.